# NGC 4660
NGC 4660 је елиптична галаксија у сазвежђу Девица која се налази на NGC листи објеката дубоког неба.
Деклинација објекта је + 11° 11' 26" а ректасцензија 12h 44m 31,8s. Привидна величина (магнитуда) објекта NGC 4660 износи 11,2 а фотографска магнитуда 12,2. Налази се на удаљености од 14,986 милиона парсека од Сунца. NGC 4660 је још познат и под ознакама UGC 7914, MCG 2-33-6, CGCG 71-23, VCC 2000, PGC 42917.